# Óscar Sielva
Óscar Sielva Moreno (Olot, 6 agosto 1991) è un calciatore spagnolo, centrocampista dell'Huesca.

## Carriera

### Club
Ha giocato nella massima serie spagnola con l'Espanyol e nella seconda serie spagnola con Cartagena, Eibar ed Huesca.

### Nazionale
Ha giocato numerose partite amichevoli sia con l'Under-17 che con l'Under-19, con cui ha anche partecipato ad un'edizione degli Europei Under-19.